# Effingham (Kansas)
Effingham város az USA Kansas államában, Atchison megyében. Lakosainak száma 495 fő (2020. április 1.).

## Népesség
A település népességének változása:

| 2010 | 546 |
| 2020 | 495 |